# Knud Rasmussengletsjer
De Knud Rasmussengletsjer is een gletsjer in de gemeente Qaasuitsup in het uiterste noordwesten van Groenland. Het is een van de vier gletsjers die uitkomen in het Wolstenholme Fjord. De andere drie gletsjers zijn de Chamberlingletsjer, de Salisburygletsjer en de Harald Moltkegletsjer.
De Knud Rasmussengletsjer heeft een lengte van meer dan 3 kilometer en een breedte van ongeveer 900 meter.